# Étienne Ier (évêque d'Auvergne)
Pour les articles homonymes, voir Étienne Ier.
Étienne Ier, en latin Stephanus, était un religieux du haut Moyen Âge qui fut évêque de Clermont au VIIIe siècle.

## Biographie
Étienne a été ordonné vers 750, il succédait probablement à Daibenne, évêque que l'on ne connait que par les catalogues anciens. 
On sait peu de choses de cet évêque bien qu'il ait connu un des moments les plus douloureux et les plus lourds de conséquences de l'histoire de l'Auvergne. Vers 755, le clergé d'Aquitaine se plaignit à Pépin de ce que Waïfre, duc d’Aquitaine, usurpait les biens de l’Église et chassait les prêtres. Pépin le Bref ne pouvant obtenir ce qu’il exigeait du duc, vint en Aquitaine avec une armée. Waïfre envoya Unibert, comte de Bourges, et Blandin, comte d’Auvergne, qui obtinrent la clémence du roi contre la soumission du duc et la remise d'otages. Pépin remmena son armée ; mais Waïfre leva des troupes, et en 761, pénétra jusqu'en Bourgogne. Pépin leva une nouvelle armée et rentra en l’Aquitaine, prit Bourbon, Chantelle et la capital Clermont. La ville fut livrée aux flammes, et tout le pays ravagé.